# زبوچن
زبوچن (به لهستانی:  Zbuczyn) یک روستا در لهستان است که در گمینا زبوچن واقع شده‌است. زبوچن ۱٬۸۳۶ نفر جمعیت دارد.